# Paleolitico medio

La tecnica di scheggiatura di Levallois

Il Paleolitico medio è l’epoca intermedia del Paleolitico, posta tra il Paleolitico inferiore ed il Paleolitico superiore.

## Descrizione
Inizia, a seconda delle diverse aree, fra i 300 000 - 120 000 anni fa e termina circa 40 000 - 35 000 anni fa. Corrisponde a parte del Pleistocene superiore, comprendente il periodo interglaciale di Riss-Würm e parte del periodo glaciale di Würm.
In questo periodo si diffonde in Europa l'Homo neanderthalensis, mentre circa 195.000 anni fa compare l'uomo moderno, di cui sono numerosi i ritrovamenti fossili e di manufatti. A tutt'oggi il più antico ritrovamento di un oggetto dalle indubbie caratteristiche artistiche risale a 80,000 anni fa nella Caverna di Blombos in prossimità di Capo Agulhas, in Sudafrica.

## Fasi
Nel paleolitico medio si distinguono alcune fasi:
- Fasi finali dell'Acheuleano ("acheuleano finale" e "micocchiano" (130.000 -70.000 anni fa circa), dal sito di La Micoque in Dordogna, Francia.
- Musteriano, da circa 120.000 a circa 40-35.000 anni fa: manufatti caratterizzati da un perfezionamento delle tecniche di lavorazione (scheggiatura "levalloisiana" o "levallois", dal sito di Levallois, differenziazione degli strumenti su scheggia, aumento degli strumenti derivati da lama). Il nome deriva dal sito di Le Moustier in Dordogna, Francia. Si suddivide in:
  - "musteriano di tradizione acheuleana", suddiviso in tipo A (a maggioranza di bifacciali) e tipo B (con maggiore presenza di coltelli a dorso)
  - "musteriano charenziano", dal dipartimento francese della Charente, a sua volta suddiviso in tipo "La Quina" e tipo "La Ferrassie" (entrambi i nomi derivano dai due siti più rappresentativi del tipo in questione).
  - "musteriano tipico"
  - "musteriano denticolato" o "a denticolati", per l'alta presenza di denticolati e intaccature.